# Man Afraid Soap
Man Afraid Soap, conosciuto anche come Freeman Joseph Isaacs (Ohsweken, 2 ottobre 1869 – 19 giugno 1937), è stato un giocatore di lacrosse canadese, vincitore di una medaglia di bronzo nel lacrosse maschile a squadre ai Giochi della III Olimpiade.

## Palmarès
In carriera ha conseguito i seguenti risultati:
- Giochi olimpici

Saint Louis 1904: bronzo nel lacrosse maschile a squadre.